# Windows Media Player
Windows Media Player (WMP) — безкоштовний програвач звукових і відео файлів для Windows.
WMP виробляється корпорацією Майкрософт і додається безкоштовно до операційної системи Windows. Майкрософт робить також безкоштовні версії цього плеєра для інших операційних систем, таких як Mac OS і Solaris, але вони поступаються версії для Windows по ряду параметрів: менша функціональність, рідше з'являються нові версії, підтримують меншу кількість типів медіа-файлів.
Windows Media Player уперше з'явився у Windows 98 Second Edition. Його попередником (у складі Windows 98 и Windows 95) був «Media Player». В Media Player були відсутні деякі можливості, такі як копіювання музики з компакт-диску на комп'ютер, записи музики з комп'ютера на компакт-диск і можливість купувати музику в інтернет-магазинах.
Windows Media Player конкурує з іншими безкоштовними плеєрами: RealPlayer від компанії RealNetworks, Winamp від компанії Nullsoft, QuickTime і iTunes від компанії Apple Computers.
У березні 2004 року Європейська Комісія оштрафувала Майкрософт на 497 мільйонів євро, а також поставила за обов'язок компанії створити для продажу в Європі версію Windows без Windows Media Player. Майкрософт подала на апеляцію, і планує випуск скороченої версії операційної системи — «Windows XP Reduced Media Edition».

## Хронологія випуску версій
| Дата              | Версія              | Платформа                                            |
| ----------------- | ------------------- | ---------------------------------------------------- |
| 25 червня 1998    | WMP 6.1             | Windows 98 SE                                        |
| 22 листопада 1999 | WMP 6.4             | Windows 95, Windows 98, Windows NT 4.0               |
| 17 липня 2000     | WMP 6.3             | Mac OS                                               |
| 17 липня 2000     | WMP 6.3             | Solaris                                              |
| 17 липня 2000     | WMP 7               | Windows 98, Windows 2000.                            |
| 14 вересня 2000   | WMP 7.1             | Windows ME                                           |
| 12 грудня 2000    | WMP 7               | Pocket PC                                            |
| 24 липня 2001     | WMP 7.0.1           | Mac OS                                               |
| 25 жовтня 2001    | WMP 8               | Windows XP                                           |
| 8 січня 2002      | WMP 7.1             | Mac OS                                               |
| 27 січня 2003     | WMP 9               | Windows 98 SE, Windows ME, Windows 2000, Windows XP. |
| 24 квітня 2003    | WMP 9               | Windows Server 2003                                  |
| 23 червня 2003    | WMP 9               | Pocket PC                                            |
| 7 листопада 2003  | WMP 9               | Mac OS X                                             |
| 6 серпня 2004     | WMP 9               | Windows XP SP2                                       |
| 2 вересня 2004    | WMP 10              | Windows XP, Windows XP Media Center Edition          |
| жовтень 2004      | WMP 10 Mobile       | Pocket PC                                            |
| липень 2006       | WMP 10.3 Mobile     | Pocket PC                                            |
| листопад 2006     | WMP 11.0.5721.5268  | Windows XP                                           |
| листопад 2006     | WMP 11.0.5721.5280  | Windows XP                                           |
| січень 2007       | WMP 11.0.6000.6344  | Windows Vista                                        |
| березень 2008     | WMP 11.0.6001.7000  | Windows Vista SP1                                    |
| квітень 2009      | WMP 11.0.6002.18005 | Windows Vista SP2                                    |
| 22 жовтня 2009    | WMP 12.0.7600.16415 | Windows 7                                            |
| 22 лютого 2011    | WMP 12.0.7601.17514 | Windows 7 SP1                                        |
| 1 серпня 2012     | WMP 12.0.9200.16384 | Windows 8                                            |
| 17 жовтня 2013    | WMP 12.0.9600.16384 | Windows 8.1                                          |
| 8 квітня 2014     | WMP 12.0.9600.17031 | Windows 8.1 Update 1                                 |

## Додатки
- K-Lite Codec Pack — додаток задля розширених функцій та можливості читання формату Mkv. До WMP прив'язується опціонально під час встановлення.